# (4737) Kiladze
(4737) Kiladze est un astéroïde de la ceinture principale.

## Description
(4737) Kiladze est un astéroïde de la ceinture principale. Il fut découvert le 24 août 1985 à Naoutchnyï par Nikolaï Tchernykh. Il présente une orbite caractérisée par un demi-grand axe de 2,69 UA, une excentricité de 0,08 et une inclinaison de 4,6° par rapport à l'écliptique.

## Compléments